# Dirka po Italiji 2007
Dirka po Italiji 2007 (italijansko Giro d'Italia 2007) je 90. izvedba dirke po Italiji, tritedenske moške cestne kolesarske etapne dirke. Začela se je 12. maja v Capreri in končala 3. junija v Milanu. Sodelovalo je 198 kolesarjev iz 22-ih ekip. Rožnato majico je prvič osvojil Danilo Di Luca (Liquigas), drugo mesto Andy Schleck (Team CSC), tretje pa Eddy Mazzoleni (Astana). Vijolično majico in tudi pet etapnih zmag je sprva osvojil Alessandro Petacchi (Team Milram, toda bil zaradi dopinga diskvalificiran. Zeleno majico je osvojil Leonardo Piepoli (Saunier Duval–Prodir), belo majico pa Andy Schleck.

## Ekipe
ProTeams
- AG2R Prévoyance
- Astana
- Bouygues Télécom
- Caisse d'Epargne
- Cofidis
- Crédit Agricole
- Discovery Channel
- Euskaltel-Euskadi
- Française des Jeux
- Gerolsteiner
- Lampre-Fondital
- Liquigas
- Predictor–Lotto
- Quick-Step–Innergetic
- Rabobank
- Saunier Duval–Prodir
- T-Mobile Team
- Team CSC
- Team Milram

UCI Professional Continental teams
- Acqua & Sapone–Caffè Mokambo
- Ceramica Panaria–Navigare
- Tinkoff Credit Systems

## Etape
| Etapa | Datum    | Štart/Cilj                                        | Razdalja    | Tip         | Tip                  | Zmagovalec                |             |
| ----- | -------- | ------------------------------------------------- | ----------- | ----------- | -------------------- | ------------------------- | ----------- |
| 1     | 12. maj  | Caprera – La Maddalena                            | 25,6 km     |             | ekipni kronometer    | Liquigas                  |             |
| 2     | 13. maj  | Tempio Pausania – Bosa                            | 205 km      |             | ravninska etapa      | Robbie McEwen (AUS)       |             |
| 3     | 14. maj  | Barumini – Cagliari                               | 181 km      |             | ravninska etapa      | Alessandro Petacchi (ITA) |             |
|       | 15. maj  | dan počitka                                       | dan počitka | dan počitka | dan počitka          | dan počitka               | dan počitka |
| 4     | 16. maj  | Salerno – Montevergine di Mercogliano             | 153 km      |             | hribovita etapa      | Danilo Di Luca (ITA)      |             |
| 5     | 17. maj  | Teano – Frascati                                  | 173 km      |             | ravninska etapa      | Robert Förster (GER)      |             |
| 6     | 18. maj  | Tivoli – Spoleto                                  | 177 km      |             | hribovita etapa      | Luis Felipe Laverde (COL) |             |
| 7     | 19. maj  | Spoleto – Scarperia                               | 254 km      |             | ravninska etapa      | Alessandro Petacchi (ITA) |             |
| 8     | 20. maj  | Barberino di Mugello – Fiorano Modenese           | 200 km      |             | ravninska etapa      | Kurt Asle Arvesen (NOR)   |             |
| 9     | 21. maj  | Reggio Emilia – Lido di Camaiore                  | 177 km      |             | ravninska etapa      | Danilo Napolitano (ITA)   |             |
| 10    | 22. maj  | Camiaore – Santuario Nostra Signora della Guardia | 250 km      |             | hribovita etapa      | Leonardo Piepoli (ITA)    |             |
| 11    | 23. maj  | Serravalle Scrivia – Pinerolo                     | 198 km      |             | ravninska etapa      | Alessandro Petacchi (ITA) |             |
| 12    | 24. maj  | Scalenghe – Briançon (Francija)                   | 163 km      |             | gorska etapa         | Danilo Di Luca (ITA)      |             |
| 13    | 25. maj  | Biella – Santuario di Oropa                       | 12,6 km     |             | posamični kronometer | Marzio Bruseghin (ITA)    |             |
| 14    | 26. maj  | Cantù – Bergamo                                   | 192 km      |             | hribovita etapa      | Stefano Garzelli (ITA)    |             |
| 15    | 27. maj  | Trento – Tre Cime di Lavaredo                     | 184 km      |             | gorska etapa         | Riccardo Riccò (ITA)      |             |
|       | 28. maj  | dan počitka                                       | dan počitka | dan počitka | dan počitka          | dan počitka               | dan počitka |
| 16    | 29. maj  | Agordo – Lienz (Avstrija)                         | 189 km      |             | ravninska etapa      | Stefano Garzelli (ITA)    |             |
| 17    | 30. maj  | Lienz (Avstrija) – Monte Zoncolan                 | 142 km      |             | gorska etapa         | Gilberto Simoni (ITA)     |             |
| 18    | 31. maj  | Videm – Riese Pio X                               | 203 km      |             | ravninska etapa      | Alessandro Petacchi (ITA) |             |
| 19    | 1. junij | Treviso – Terme di Comano                         | 179 km      |             | ravninska etapa      | Iban. majo (ESP)          |             |
| 20    | 2. junij | Bardolino – Verona                                | 43 km       |             | posamični kronometer | Paolo Savoldelli (ITA)    |             |
| 21    | 3. junij | Vestone – Milano                                  | 185 km      |             | ravninska etapa      | Alessandro Petacchi (ITA) |             |
|       | Skupaj   | Skupaj                                            | 3486 km     | 3486 km     | 3486 km              | 3486 km                   | 3486 km     |

## Razvrstitev po klasifikacijah
| Etapa  | Zmagovalec          | Rožnata majica ·  | Vijolična majica ·  | Zelena majica ·     | Bela majica ·     | Ekipno po času            | Ekipne po točkah          |
| ------ | ------------------- | ----------------- | ------------------- | ------------------- | ----------------- | ------------------------- | ------------------------- |
| 1      | Liquigas            | Enrico Gasparotto | brez                | brez                | Enrico Gasparotto | brez                      | Liquigas                  |
| 2      | Robbie McEwen       | Danilo Di Luca    | Robbie McEwen       | Pavel Brutt         | Enrico Gasparotto | Liquigas                  | Astana                    |
| 3      | Alessandro Petacchi | Enrico Gasparotto | Alessandro Petacchi | Pavel Brutt         | Enrico Gasparotto | Liquigas                  | Caisse d'Epargne          |
| 4      | Danilo Di Luca      | Danilo Di Luca    | Robbie McEwen       | Danilo Di Luca      | Vincenzo Nibali   | Liquigas                  | Liquigas                  |
| 5      | Robert Förster      | Danilo Di Luca    | Alessandro Petacchi | Danilo Di Luca      | Vincenzo Nibali   | Liquigas                  | Lampre-Fondital           |
| 6      | Luis Felipe Laverde | Marco Pinotti     | Alessandro Petacchi | Luis Felipe Laverde | Hubert Schwab     | Ceramica Panaria–Navigare | Ceramica Panaria–Navigare |
| 7      | Alessandro Petacchi | Marco Pinotti     | Alessandro Petacchi | Luis Felipe Laverde | Hubert Schwab     | Ceramica Panaria–Navigare | Ceramica Panaria–Navigare |
| 8      | Kurt Asle Arvesen   | Marco Pinotti     | Alessandro Petacchi | Luis Felipe Laverde | Alexandr Arekeev  | Lampre-Fondital           | Ceramica Panaria–Navigare |
| 9      | Danilo Napolitano   | Marco Pinotti     | Alessandro Petacchi | Luis Felipe Laverde | Alexandr Arekeev  | Lampre-Fondital           | Ceramica Panaria–Navigare |
| 10     | Leonardo Piepoli    | Andrea Noè        | Alessandro Petacchi | Danilo Di Luca      | Andy Schleck      | Lampre-Fondital           | Lampre-Fondital           |
| 11     | Alessandro Petacchi | Andrea Noè        | Alessandro Petacchi | Danilo Di Luca      | Andy Schleck      | Lampre-Fondital           | Lampre-Fondital           |
| 12     | Danilo Di Luca      | Danilo Di Luca    | Alessandro Petacchi | Danilo Di Luca      | Andy Schleck      | Lampre-Fondital           | Lampre-Fondital           |
| 13     | Marzio Bruseghin    | Danilo Di Luca    | Alessandro Petacchi | Danilo Di Luca      | Andy Schleck      | Lampre-Fondital           | Lampre-Fondital           |
| 14     | Stefano Garzelli    | Danilo Di Luca    | Alessandro Petacchi | Danilo Di Luca      | Andy Schleck      | Lampre-Fondital           | Lampre-Fondital           |
| 15     | Riccardo Riccò      | Danilo Di Luca    | Alessandro Petacchi | Leonardo Piepoli    | Andy Schleck      | Saunier Duval–Prodir      | Lampre-Fondital           |
| 16     | Stefano Garzelli    | Danilo Di Luca    | Alessandro Petacchi | Leonardo Piepoli    | Andy Schleck      | Ceramica Panaria–Navigare | Lampre-Fondital           |
| 17     | Gilberto Simoni     | Danilo Di Luca    | Alessandro Petacchi | Leonardo Piepoli    | Andy Schleck      | Saunier Duval–Prodir      | Lampre-Fondital           |
| 18     | Alessandro Petacchi | Danilo Di Luca    | Alessandro Petacchi | Leonardo Piepoli    | Andy Schleck      | Saunier Duval–Prodir      | Lampre-Fondital           |
| 19     | Iban Mayo           | Danilo Di Luca    | Alessandro Petacchi | Leonardo Piepoli    | Andy Schleck      | Saunier Duval–Prodir      | Lampre-Fondital           |
| 20     | Paolo Savoldelli    | Danilo Di Luca    | Alessandro Petacchi | Leonardo Piepoli    | Andy Schleck      | Saunier Duval–Prodir      | Lampre-Fondital           |
| 21     | Alessandro Petacchi | Danilo Di Luca    | Alessandro Petacchi | Leonardo Piepoli    | Andy Schleck      | Saunier Duval–Prodir      | Lampre-Fondital           |
| Skupaj | Skupaj              | Danilo Di Luca    | Alessandro Petacchi | Leonardo Piepoli    | Andy Schleck      | Saunier Duval–Prodir      | Lampre-Fondital           |

## Končna razvrstitev
| Legenda | Legenda                                  | Legenda | Legenda                                    |
| ------- | ---------------------------------------- | ------- | ------------------------------------------ |
|         | Predstavlja vodilnega v skupnem seštevku |         | Predstavlja najboljšega mladega kolesarja  |
|         | Predstavlja vodilnega po točkah          |         | Predstavlja vodilnega v gorski razvrstitvi |

| Poz. | Kolesar                 | Ekipa                  | Čas         |
| ---- | ----------------------- | ---------------------- | ----------- |
| 1    | Danilo Di Luca (ITA)    | Liquigas               | 92h 59' 39" |
| 2    | Andy Schleck (LUX)      | Team CSC               | + 1' 55"    |
| 3    | Eddy Mazzoleni (ITA)    | Astana                 | + 2' 25"    |
| 4    | Gilberto Simoni (ITA)   | Saunier Duval–Prodir   | + 3' 15"    |
| 5    | Damiano Cunego (ITA)    | Lampre-Fondital        | + 3' 49"    |
| 6    | Riccardo Riccò (ITA)    | Saunier Duval–Prodir   | + 7' 00"    |
| 7    | Jevgenij Petrov (RUS)   | Tinkoff Credit Systems | + 8' 34"    |
| 8    | Marzio Bruseghin (ITA)  | Lampre-Fondital        | + 10' 14"   |
| 9    | Franco Pellizotti (ITA) | Liquigas               | + 10' 44"   |
| 10   | David Arroyo (ESP)      | Caisse d'Epargne       | + 11' 58"   |

| Poz. | Kolesar                   | Ekipa                     | Točke |
| ---- | ------------------------- | ------------------------- | ----- |
| 1    | Leonardo Piepoli (ITA)    | Saunier Duval–Prodir      | 79    |
| 2    | Fortunato Baliani (ITA)   | Ceramica Panaria–Navigare | 46    |
| 3    | Danilo Di Luca (ITA)      | Liquigas                  | 45    |
| 4    | Gilberto Simoni (ITA)     | Saunier Duval–Prodir      | 41    |
| 5    | Riccardo Riccò (ITA)      | Saunier Duval–Prodir      | 36    |
| 6    | Yoann Le Boulanger (FRA)  | Bouygues Télécom          | 24    |
| 7    | Luis Felipe Laverde (COL) | Ceramica Panaria–Navigare | 23    |
| 8    | Andy Schleck (LUX)        | Team CSC                  | 20    |
| 9    | Damiano Cunego (ITA)      | Lampre-Fondital           | 17    |
| 10   | Marzio Bruseghin (ITA)    | Lampre-Fondital           | 15    |

| Poz. | Kolesar                   | Ekipa                        | Točke |
| ---- | ------------------------- | ---------------------------- | ----- |
| 1    | Alessandro Petacchi (ITA) | Team Milram                  | 185   |
| 2    | Danilo Di Luca (ITA)      | Liquigas                     | 130   |
| 3    | Paolo Bettini (ITA)       | Quick-Step–Innergetic        | 120   |
| 4    | Maximiliano Richeze (ARG) | Ceramica Panaria–Navigare    | 107   |
| 5    | Leonardo Piepoli (ITA)    | Saunier Duval–Prodir         | 93    |
| 6    | Gilberto Simoni (ITA)     | Saunier Duval–Prodir         | 92    |
| 7    | Stefano Garzelli (ITA)    | Acqua & Sapone–Caffè Mokambo | 91    |
| 8    | Andy Schleck (LUX)        | Team CSC                     | 85    |
| 9    | Riccardo Riccò (ITA)      | Saunier Duval–Prodir         | 76    |
| 10   | Damiano Cunego (ITA)      | Lampre-Fondital              | 76    |

| Poz. | Kolesar                  | Ekipa                        | Čas          |
| ---- | ------------------------ | ---------------------------- | ------------ |
| 1    | Andy Schleck (LUX)       | Team CSC                     | 93h 01' 34"  |
| 2    | Riccardo Riccò (ITA)     | Saunier Duval–Prodir         | + 5' 05"     |
| 3    | Domenico Pozzovivo (ITA) | Ceramica Panaria–Navigare    | + 22' 00"    |
| 4    | Vincenzo Nibali (ITA)    | Liquigas                     | + 29' 47"    |
| 5    | Branislau Samoilau (BLR) | Acqua & Sapone–Caffè Mokambo | + 32' 24"    |
| 6    | Mauro Facci (ITA)        | Quick-Step–Innergetic        | + 1h 07' 00" |
| 7    | Olivier Bonnaire (FRA)   | Bouygues Télécom             | + 1h 24' 46" |
| 8    | Amael Moinard (FRA)      | Cofidis                      | + 1h 24' 52" |
| 9    | Carl Naibo (FRA)         | AG2R Prévoyance              | + 1h 33' 11" |
| 10   | Matthias Russ (GER)      | Gerolsteiner                 | + 1h 34' 56" |

| Poz. | Ekipa                        | Čas          |
| ---- | ---------------------------- | ------------ |
| 1    | Saunier Duval–Prodir         | 278h 11' 31" |
| 2    | Liquigas                     | + 3' 53"     |
| 3    | Lampre-Fondital              | + 6' 06"     |
| 4    | Astana                       | + 6' 56"     |
| 5    | Ceramica Panaria–Navigare    | + 10' 15"    |
| 6    | Acqua & Sapone–Caffè Mokambo | + 1h 02' 26" |
| 7    | Caisse d'Epargne             | + 1h 51' 04" |
| 8    | Cofidis                      | + 1h 52' 21" |
| 9    | Predictor–Lotto              | + 1h 53' 14" |
| 10   | Quick-Step–Innergetic        | + 2h 21' 31" |

| Poz. | Ekipa                        | Točke |
| ---- | ---------------------------- | ----- |
| 1    | Lampre-Fondital              | 408   |
| 2    | Liquigas                     | 364   |
| 3    | Ceramica Panaria–Navigare    | 359   |
| 4    | Saunier Duval–Prodir         | 336   |
| 5    | Astana                       | 287   |
| 6    | Team CSC                     | 261   |
| 7    | Acqua & Sapone–Caffè Mokambo | 237   |
| 8    | Quick-Step–Innergetic        | 219   |
| 9    | Tinkoff Credit Systems       | 212   |
| 10   | Caisse d'Epargne             | 205   |